# サラトガ競馬場
サラトガ競馬場（サラトガけいばじょう、Saratoga Race Course）は、アメリカ合衆国のニューヨーク州のサラトガ・スプリングズに位置するニューヨーク競馬協会が管轄する競馬場である。
アメリカ国内では高級リゾート地で、世界では有名な避暑地で知られるサラトガ・スプリングズにあり、アメリカ東海岸の夏場の主要競走はここサラトガ競馬場で行われ、中でも真夏のダービーで有名なトラヴァーズステークスは最大のイベントとして開催される。

## 歴史
- 1863年 初めてこの地で競馬が開催される。
- 1864年
  - 競馬場を拡張。
  - 第1回トラヴァーズステークスを開催。
- 1985年 新グランドスタンドを新設。

## コース
- 全コース左回りでダートコースは1周1810m、直線348m、芝・外コースは1周1639m、芝・内コースは1周1500m（障害レースは内コースを使用）となっている。[1]

## 本命馬たちの墓場
- サラトガ競馬場にはいくつか呼び名があるが、そのひとつに本命馬たちの墓場というものがあり、高名な馬たちが予期せぬ番狂わせに遭遇している。以下は代表的な大本命馬の番狂わせである。
  - 1919年のサンフォードステークスで名馬マンノウォーがアップセットに敗れ、生涯成績21戦中唯一の敗北になった。
  - 1930年の三冠馬ギャラントフォックスが同年のトラヴァーズステークスで最低人気のジムダンディに敗退した。
  - 1973年の三冠馬セクレタリアトがホイットニーステークスに出走するも敗退。
  - 2010年に年度代表馬のレイチェルアレクサンドラがパーソナルエンスンステークスでパーシステントに敗退。
  - 2015年の三冠馬アメリカンファラオがトラヴァーズステークスに出走、1-5という大本命だったが人気薄のキーンアイスに敗れた。

## 主な競走
- コーチングクラブアメリカンオークス
- ダイアナステークス
- テストステークス
- ホイットニーステークス
- ソードダンサーステークス
- アラバマステークス
- パーソナルエンスンステークス
- ホープフルステークス
- H・アレン・ジャーケンスメモリアルステークス
- トラヴァーズステークス
- バレリーナハンデキャップ
- フォアゴーステークス
- アルフレッド・G・ヴァンダービルトハンデキャップ
- フォースターデイヴハンデキャップ[2][3]
- サラトガオークス
- サラトガダービー
- ジョッキークラブゴールドカップステークス
- フラワーボウルステークス
- シュヴィーハンデキャップ
- アメリカ競馬名誉の殿堂博物館ステークス
- プライオレスステークス
- スピナウェイステークス
- ジムダンディステークス